# Dactylorhiza metsowonensis
Dactylorhiza metsowonensis är en orkidéart som beskrevs av Brigitte Baumann och Helmut Baumann. Dactylorhiza metsowonensis ingår i Handnyckelsläktet som ingår i familjen orkidéer.
Artens utbredningsområde är Grekland. Inga underarter finns listade i Catalogue of Life.